# صادق فلاحی
صادق فلاحی (زاده ۱۳۶۲ مرودشت - درگذشته ۱۴۰۰ تبریز) سرهنگ دوم خلبان نورثروپ اف-۵ نیروی هوایی ارتش جمهوری اسلامی ایران بود.

## درگذشت
وی در تاریخ ۲ اسفند ۱۴۰۰ در ساعت ۹ صبح در سقوط نورثروپ اف-۵ دو کابینه آموزشی در تبریز کشته شد و مزار وی در گلزار شهدای شهرستان مرودشت از استان فارس در قطعه شهدا گلزار شهدا قرار دارد. سروان خلبان علیرضا حنیفه زاد نیز در کابین جلو بود که پس از برخاستن از باند پرواز پایگاه دوم شکاری شهید فکوری تبریز، این پرنده دچار نقص فنی شد و کنترل هواپیما از دست خلبانان خارج گردید.
سرتیپ دوم تقی خانی سخنگوی ارتش جمهوری اسلامی ایران درباره این حاثه گفت: این دو خلبان شجاع می‌توانستند ایجکت کنند و هواپیما را رها نمایند تا حداقل جان خودشان در امان باشد اما وجدان و تعهد سازمانی این اجازه را به آنها نداد و راهی جز فرود در ورزشگاه پنج هزار نفری در منطقه یکه‌دکان تبریز نیافتند. سرانجام هواپیما به یک مدرسه در بلوار منجم تبریز که خالی از سکنه بوده برخورد کرده و منفجر می‌شود.